# Osvald-gruppen
Osvald-gruppen, oprindeligt kaldt Sabotasjeorganisasjonen, Saborg, eller blot Sab, var en norsk sabotageorganisation, der saboterede tyske installationer, krigsindustrier og tropper i Norge under 2. verdenskrig.
I årene forud for krigsudbruddet var den tysk-organiserede, kommunistiske Wollweber-organisation godt organiseret blandt norske sømænd. Den unge sømand og Spaniens-frivillige Asbjørn Sunde organiserede fra 1940 til 1944 den såkaldte Osvaldgruppe, der gennemførte 39 sabotageaktioner i Norge.
Gruppens eget formelle navn var Organisasjonen mot krig og fascisme. Gruppen var en videreførelse af den opløste europæiske Wollweber-organisation, og blev fra 1941 ledet af kommunisten og sømanden Asbjørn Sunde. Gruppen modtog formelt ordre fra Sovjetunionen.
Nogle af aktionerne havde stor betydning i kampen mod okkupationen, eksempelvis sprængningen af kartotekerne for den frivillige arbejdstjeneste, og en række af aktionerne blev udført efter ordre fra "Hjemmefronten", eller af de regeringsloyale politifolk der indgik i Politigruppen i Oslo. 